# Lukács Gyula (újságíró)
Lukács Gyula, született Lichtschein (Nyíregyháza, 1890. január 4. – Budapest, 1954. november 24.) újságíró, író, lapszerkesztő.

## Élete
Lichtschein Miksa kereskedő és Weisz Terézia fia. Iskoláit a nyíregyházi evangélikus főgimnáziumban és a budapesti Damjanich utcai főgimnáziumban végezte. 1906-ban Lichtschein családi nevét Lukácsra változtatta. Az érettségi után jogra iratkozott, de már mint elsőéves jogász színházi kritikákat írt Braun Sándor lapjába A Nap-ba. 1920-tól a Színházi Élet munkatársa lett, ő vezette a színházi rovatot, s mint ilyen részt vett minden színész-jótékonysági mozgalomban. 1933-tól a lap szerkesztője. Közben több egyfelvonásos darabja került színre (az egyik már 1916-ban "Kabaré az Angyalföldön" címmel). Ő írta az első magyar színpadi revüt Nagy Imre társaságában ("Hegedűs az oka mindennek", 1921). Harsányi Zsolttal közösen szervezője volt a Színházi Élet keretében 1929-től évenként megrendezésre kerülő magyarországi szépségkirálynő választásoknak.
1925. augusztus 31-én Budapesten, a Terézvárosban feleségül vette a nála 12 évvel fiatalabb Berger Ibolyát, Berger József és Blonder Olga lányát. Ugyan 1938-ban áttért a római katolikus vallásra, azonban 1939-től a zsidótörvények miatt nem folytathatta újságírói pályafutását, de továbbra is publikált. Jelentékenyen közreműködött G. Hajnóczy Rózsa Bengáli tűz című könyvében megírásánál. 1944-ben családjával deportálták, amelynek során - még útközben - megölték első feleségét és Zsuzsi lányát. (Erre emlékező lírai írása bekerült az emigrált, deportált, internált magyar újságírók csoportjának A toll mártírjai című antológiájába, 1947.)
A háború után Zsolt Béla mellett a Haladás című polgári radikális hetilap szerkesztője volt annak betiltásáig (1949). Ezt követően egy ideig nem foglalkoztatták. Később az Irodalmi Újságnak (szerkesztette Illés Béla) dolgozott. Rövid, horgászat tárgyú szakírásait a Horgász Szövetség szaklapja és a Magyar Rádió közölte. 1947-ben másodszor megnősült, feleségül vette a korán megözvegyült Bernauer Pálné sz. Wahrmann Erzsébetet.

### Novelláskötetei
- Tíz perc (1912)
- Orfeum